# Garci Pérez de Vargas
Garci Pérez de Vargas (provincia de Toledo, ¿?- Mazarambroz, provincia de Toledo, ¿?), también escrito Garçi Pérez de Uargas, fue un caballero castellano del siglo XIII, clave en la conquista castellana de la Baja Andalucía.

## Biografía

### Linaje
Hijo de Pedro de Vargas, un caballero de Toledo, descendiente de los godos que quedaron en esa ciudad cuando fue la Hispania visigoda fue invadida por los musulmanes. Fue hermano del caballero Diego Pérez de Vargas, apodado Machuca, que también luchó en la Reconquista. Miguel de Cervantes en Don Quijote de la Mancha cuenta que el apodo de Machuca fue debido a que en una batalla contra los moros se le rompió la espada, rompió una rama de encina y con ella machacó a muchos moros. Pertenecía a la Casa de Vargas. Garci Pérez de Vargas tuvo de hijo a Pedro Fernández de Vargas.

### Gestas
Garci Pérez fue uno de los 24 caballeros castellanos que acompañaron a Fernando III en sus campaña militar en Andalucía en la que tomó Córdoba y continuó ganando territorios hacia el sur por el valle del Guadalquivir. Era miembro del ejército mandado por el futuro Alfonso X, hijo de Fernando III. Fue nombrado caballero por Álvaro Pérez de Castro el Castellano en la Batalla de Jerez, donde los cristianos tomaron Jerez de la Frontera en 1232.
Aparece en la Estoria de España, en la Crónica Abreviada y el "Ejemplo XV" del Conde Lucanor y es mencionado por Cervantes en Don Quijote de la Mancha. En la Crónica Abreviada se narra su participación en una batalla en un puente sobre el río Guadaíra, donde los cristianos, entre los que se encuentran Fernando III, Don Lorenzo Suárez y Garci Pérez de Vargas se enfrentan a un contingente de 10.000 musulmanes, falleciendo 3.000 moros. De acuerdo con la Estoria de España, Garci Pérez logra atravesar el puente completo enfrentándose a los musulmanes, en un gesto de virtud. El Conde Lucanor también se basa en el mismo acontecimiento histórico.
Tomó parte también la Reconquista de Sevilla por Fernando III el Santo, en 1248, de donde se recuerdan dos anécdotas. Una de ellas que cristianos del linaje de los Mariños le criticaba porque su escudo estaba deteriorado. En esto, un caballero Mariño le retó a salir a pelear contra los moros, y al ver el infanzón Mariño cuánta braveza tenía Vargas en su combate, se disculpó y le dijo que la razón por la que su escudo estaba tan deteriorado era de tanto pelear por el rey Fernando.
La segunda anécdota cuenta que él y otro caballero iban a incorporarse a la escolta de los forrajeadores en la dehesa de Tablada cuando se encontraron con siete caballeros moros. El otro caballero sintió miedo y se marchó, abandonando a Garci Pérez, que pidió las armas y armadura a su escudero, se las colocó, y pasó a través de los moros que, conociéndole, no se atrevieron a tocarle. Tras esto, recordó que al ponerse el yelmo se le había caído la cofia que él solía llevar en la cabeza, ya que era calvo, y, en contra de los ruegos de su escudero, decidió dar la vuelta para recoger la cofia, volviendo a pasar frente a los moros. Viendo el rey San Fernando todo este episodio desde un cerro cercano, el de San Juan de Aznalfarache, fue a preguntarle a Garci Pérez quién era el caballero que le había abandonado y él no quiso decirlo.
En su vejez, se retiró a vivir a Mazarambroz, en la provincia de Toledo, de donde consta que fue suya la Villa de la Higuera, y esta fue heredada por sus descendientes.

## Memoriales en Sevilla

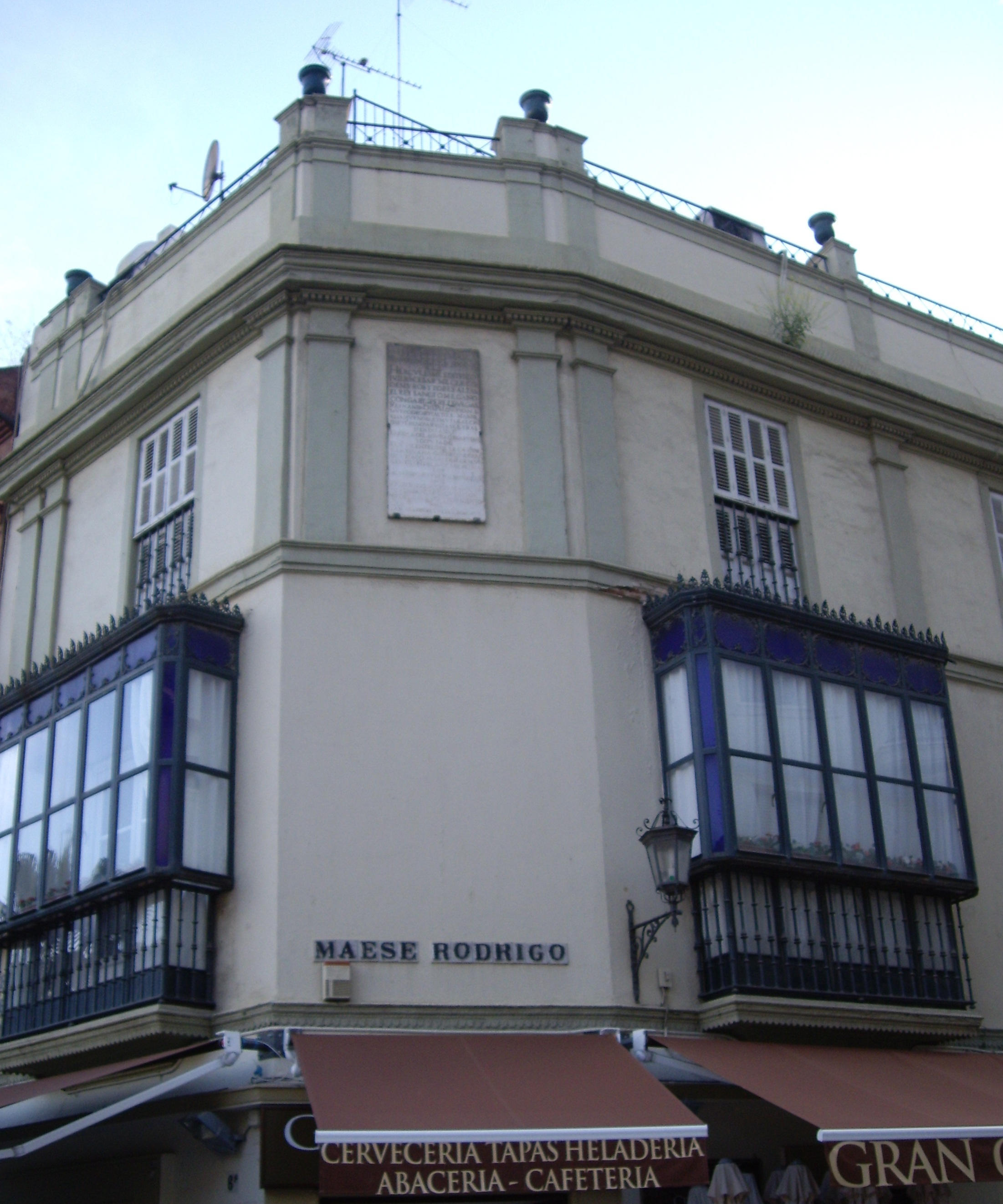
La placa de Puerta de Jerez

Se le nombra en la poesía situada en la puerta de la muralla de la ciudad conocida como Puerta de Jerez, que actualmente es una plaza pública:

Hércules me edificó, Julio César me cercó de muros y torres altas, y el rey santo me ganó con Garci Pérez de Vargas.
Placa situada en Puerta de Jerez, Sevilla

En el Monumento a Fernando III situado en la Plaza Nueva de Sevilla existe una estatua a Garci Pérez de Vargas. El municipio de Dos Hermanas, en la provincia de Sevilla, tiene una calle rotulada con el nombre de Garci Pérez de Vargas, al igual que Alcalá de Guadaíra de cuya rendición tomó parte en 1246 y la ciudad de Sevilla tiene una calle con el nombre de Garci Pérez en el Distrito Casco Antiguo.